# Tanganyika Naval Expedition
Bei der Tanganyika Naval Expedition handelte es sich um eine militärische Operation einer gegen Deutschland agierenden Koalition im Rahmen der Ausweitung der Kampfhandlungen auf Ostafrika im Ersten Weltkrieg. Durch diese sollte die Übermacht des Deutschen Kaiserreichs auf dem Tanganjikasee, der einerseits die Grenze zwischen Deutsch-Ostafrika und den belgischen Kolonialgebieten bildete, andererseits auch an das britische Nordrhodesien angrenzte, gebrochen werden.

## Vorgeschichte
Im April 1915 unterbreitete der Großwildjäger John Lee dem Flottenadmiral Henry Bradwardine Jackson den Vorschlag, die militärische Vormachtstellung des Deutschen Kaiserreiches auf dem Tanganjikasee zu brechen, um danach die Deutschen auch an Land zurückdrängen zu können. Die Royal Navy hatte zu diesem Zeitpunkt keine geeigneten Kriegsschiffe vor Ort im Dienst. Jackson ließ sich trotz der organisatorischen Herausforderungen überzeugen und Lee wurde beauftragt, den Teil der Strecke in Afrika, den die für den Einsatz ausgewählten Schiffe über Land transportiert werden mussten, entsprechend vorzubereiten. Begleitet von dem Reporter Frank J. Magee, der die Expedition schriftlich und fotografisch dokumentieren sollte, und unterstützt von Douglas Hope und Reginald Mullin, die einen Lastwagen und weiteres Material transportierten, reiste er am 22. Mai 1915 voraus. Ausrüstung und Transport der Schiffe wurden dem Marineleutnant Geoffrey Basil Spicer Simson übertragen.

## Ausrüstung
Die beiden aus Mahagoniholz gebauten Boote, die für die Tanganjikamission ausgewählt wurden, waren bei Thorneycroft in Twickenham an der Themse gebaut worden und gehörten zu einer Serie von acht Booten, die ursprünglich als Begleitfahrzeuge für Wasserflugzeug-Einsätze in Griechenland vorgesehen gewesen waren. Nach der Schlacht von Gallipoli hatte man diese Pläne jedoch aufgegeben. Eines der Boote befand sich daher noch auf der Werft, das andere wurde aus Dundee zurückgeholt.
Da die Boote die kleinsten Fahrzeuge waren, die jemals das Präfix „HMS“ führen durften, schlug Spicer Simson – als Anspielung auf die Gewohnheit eleganter Pariser Damen, ihre Katzen und Hunde an der Leine spazierenzuführen, – die Namen Cat und Dog vor, was ihm aber verwehrt wurde. Daraufhin gab er ihnen die französischen Namen Mimi und Toutou, was übersetzt so viel wie Miez-Miez und Wau-Wau bedeutet. Für ihren Einsatz in Afrika mussten die Barkassen umgebaut werden. Man reduzierte die Höhe ihrer Aufbauten, kleidete die Treibstofftanks mit einer kugelsicheren Stahlschicht aus und montierte am Heck Maxim-Schnellfeuergewehre und am Bug Hotchkiss-Kanonen. Für ihren Transport wurden außerdem wannenartige Behältnisse und Spezialanhänger gebaut, auf denen sie gezogen werden sollten.
Am 8. Juni fand eine Probefahrt auf der Themse statt, bei der auch ein Schuss aus einem der Hotchkiss-Dreipfünder abgefeuert werden sollte. Spicer Simson hatte die Genehmigung erhalten, auf eine nicht mehr benötigte Dockanlage der Thorneycroft-Werft zu feuern. Von Bord der Mimi aus landete man denn auch einen Treffer. Allerdings wurde dabei die Kanone samt dem Schützen Waterhouse in die Themse geschleudert, weil die Befestigung nicht richtig verriegelt gewesen war. Geschütz und Kanonier konnten jedoch geborgen werden und am 15. Juni wurden die Mimi und die Toutou auf die Llanstephan Castle verladen, die sie nach Kapstadt bringen sollte.
Zu Spicer Simsons Mannschaft gehörten der Arzt Hother McCormack Hanschell, James Waterhouse aus Birmingham als Oberster Richtkanonier und sein Maat Flynn, Oberleutnant Tyrer, ein ehemaliger Flieger, der sein Haar kanariengelb zu färben pflegte und stets ein Monokel trug, ein rothaariger Matrose, dessen Name nicht überliefert worden ist, Zahlmeister Tubby Eastwood, ein methodistischer Tierfreund, Leutnant Cross, ein ehemaliger Rennfahrer, als erster Maschinist, die Motorsachverständigen John Lamont und William Cobb, Transportoffizier Wainwright, der als ehemaliger Lokomotivführer für die beiden Dampftraktoren zuständig sein sollte, von denen die Mimi und die Toutou durch den Busch gezogen werden sollten, und die beiden Schotten Tait und Mollison, die in einer Kneipe von dem Vorhaben gehört und sich freiwillig gemeldet hatten. Tait und Mollison pflegten fast immer im Kilt aufzutreten.
Zum Gepäck gehörten ein Union Jack, Feldbetten und Schlafsäcke, eine Blechbadewanne, ein Zelt für Spicer Simson, Gewehre und Schrotflinten, Tropenhelme und Planen, Rindfleisch- und Tomatenkonserven, letztere als Vorsorge gegen Beriberi, einige Fahrräder mit Kilometerzählern, Sturmlaternen, Kompasse und Taschenlampen, aber auch Rasierklingen, Stoffe und Glasperlen zum Tausch mit den Einheimischen und persönliche Gegenstände wie etwa Tyrers Vorrat an Worcestersauce und Haarfärbemittel oder Hausschuhe für den Feierabend.

## Die Reise an den Tanganjikasee

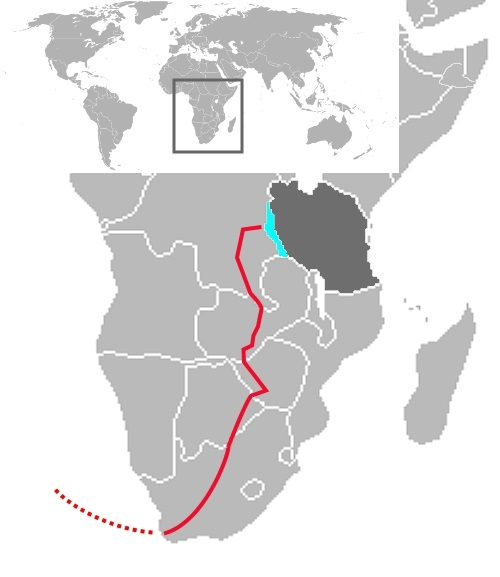
Ungefähre Route der Motorboote Mimi und Toutou über Land zum Tanganjikasee (Juli–Oktober 1915).

Als die Mimi und die Toutou in Begleitung der recht auffälligen Gruppe an Bord gebracht wurden, regte sich bei den zivilen Passagieren der Llanstephen Castle Widerspruch. Sie befürchteten, dass ihr Passagierschiff als Truppentransporter angegriffen werden könnte, konnten sich jedoch nicht durchsetzen.
Das Schiff traf am 2. Juli 1915 in Kapstadt ein. Spicer Simson und Dr. Hanschell übernachteten im Hotel Mount Nelson. Anderntags wurden offizielle Besuche erledigt und die Medikamentenvorräte aufgestockt, und am 6. Juli fuhr Spicer Simson mit dem Zug nach Salisbury, um sich vom Erfolg der Streckenarbeiten John Lees zu überzeugen, dem er offenbar nicht traute. Am selben Tag wurde im Rufiji der deutsche Kreuzer Königsberg, den man lange vor den britischen Schiffen hatte verstecken können, beschossen, was wenig später mit seinem Untergang endete.
Am 16. Juli gab Spicer Simson telegraphisch den Aufbruchsbefehl für die Gruppe in Kapstadt. Über Kimberley, Mafeking, Johannesburg und Betschuanaland reiste sie nach Bulawayo, wo man Spicer Simson wiedertraf, und fuhr dann weiter mit der Eisenbahn bis zur Grenze von Nordrhodesien und ins belgische Elisabethville. Dort traf man am 26. Juli 1915 ein und es kam zur Begegnung mit John Lee, den Spicer Simson sofort, nachdem er seine Pläne übergeben hatte, entließ, weil er angeblich über die streng geheime Mission der Briten in der Öffentlichkeit gesprochen hatte. Bis auf Spicer Simson, Hanschell und Eastwood zogen die Expeditionsteilnehmer nach Fungurume weiter. Nachdem sie die einheimischen Helfer Rupia, Tom und Marapandi angeworben hatten, stießen auch Spicer Simson, Hanschell und Eastwood am 5. August 1915 wieder zu ihrer Gruppe. Die beiden Boote wurden von ihren Güterwagen abgeladen, um auf der von John Lee vorbereiteten Piste über das Mitumba-Gebirge geschleppt zu werden. Dabei stellte sich heraus, dass sowohl an den Booten als auch an den Anhängern bereits erhebliche Schäden aufgetreten waren. Die Reparaturarbeiten nahmen eine Woche in Anspruch. Unterdessen trafen die beiden Dampftraktoren ein, die die Anhänger ziehen sollten. In ihren zehn Tonnen schweren Anhängern, die eigentlich für das Feuerholz vorgesehen waren, wurden Nahrungsmittelvorräte für die einheimischen Träger transportiert. Die Traktoren stammten von Burrels in Thetford und von Fowlers in Leeds.
Am 18. August startete der Konvoi. Doch schon die erste Brücke, die John Lee vorbereitet hatte, brach unter der Last der vorderen Zugmaschine zusammen, und man musste das Flussbett, das überquert werden sollte, mit Baumstämmen auffüllen. Sechs Meilen von der Bahnstation entfernt begann die Zugmaschine der Mimi zu kippen und musste mittels des anderen Traktors wieder aufgerichtet werden. Mit solchen Problemen hatte die Expedition von nun an täglich zu kämpfen. Für die 30 Meilen bis Mwenda Mkosi brauchte sie zehn Tage. Dort brachen die Bootsanhänger endgültig zusammen, und man musste den Unterbau der Feuerholzanhänger ausschlachten, um wieder ein Transportmittel für Mimi und Toutou zu haben. Während dieser Arbeiten im Kraal wurde Tyrer vorausgeschickt, um den weiteren Weg zu erkunden. Die Gruppe hatte sich inzwischen um das Schimpansenjunge Josephine, das Eastwood zugelaufen war, vergrößert. Nach fünf Tagen konnte man wieder aufbrechen und am 2. September 1915 stießen die versprochenen Ochsengespanne zu der Expedition, die beim Ziehen der Bootsanhänger helfen sollten. An der Spitze der Kolonne fuhr der Lastwagen, der auch für die Beschaffung von Wasser für die Zugmaschinen zuständig war, dann folgten die afrikanischen Träger, dann eine Gruppe von Askaris, dann die Familien der Einheimischen und schließlich die Ochsen und die Zugmaschinen mit den beiden Booten. Buschfeuer – eines davon wahrscheinlich durch eine Hygieneaktion des begleitenden Arztes ausgelöst – und Wassermangel gehörten neben den Schwierigkeiten der Piste zu den Problemen, die auftraten. Einen Teil der Strecke begleitete sie der belgische Leutnant Freisleben mit weiteren Askaris, der Gefahren durch die „britischen Amateure“, wie er sie nannte, von seinem Gebiet abwenden wollte. Am 4. September erreichte man Mobile Kabantu. Anderntags begann der Aufstieg durch die Mitumbas. Auf der größten Brücke, die Lee gebaut hatte und die in zehn Metern Höhe ein ausgetrocknetes Flussbett überquerte, riss am 7. September ein Zugseil und der Anhänger mit der Mimi wäre beinahe hinuntergestürzt. Er konnte gerettet werden, doch um die Steigung der Böschung zu überwinden, brauchte man 32 Ochsen und beide Zugmaschinen. Man ging dazu über, die 8 Tonnen schweren Anhänger mit Winden fünfzigmeterweise bergauf zu ziehen, und gelangte schließlich auf die Hochebene der Mitumbakette, die etwa 2.000 Meter über dem Meeresspiegel liegt. Am 12. September 1915 begann der Abstieg zum Lualabafluss, der sich als ebenso schwierig erwies. Die Bootsanhänger mussten in kleinen Etappen regelrecht abgeseilt werden.
Am 28. September kam man in Sankisia an, wo die Boote wieder auf die Eisenbahn verladen wurden, und am 1. Oktober war man in Bukama. Als die Boote dort zu Wasser gelassen wurden, um unter Führung eines Dänen namens Mauritzen weiterzufahren, stellte sich heraus, dass das Mahagoniholz ihrer Rümpfe sich in der Hitze verzogen hatte. Die Lecks abzudichten nahm eine Woche in Anspruch. Tait wurde mit einigen Askaris vorausgeschickt, um Nahrungsmitteldepots an der Strecke anzulegen und die Transportwannen für die Boote vorauszutransportieren. Am ersten Tag der Flussreise liefen die Boote 14-mal auf Sand- und Schlammbänke auf. Trotzdem entschloss man sich anderntags, zeitweise die Bootsmotoren in Betrieb zu nehmen, um den Insektenschwärmen zu entkommen. Auf der Reise flussaufwärts holte der Konvoi den belgischen Dampfer Constantin de Burlay ein, dessen Kapitän bald darauf mehr oder weniger zur Unterstützung der Expedition gezwungen wurde. Am 11. Oktober 1915 erreichte man den Zusammenfluss mit dem Lufira. Ab dem 16. Oktober wurden die Mimi und die Toutou in den Leichtern der Constantin de Burlay transportiert, um ihre Rümpfe vor Felsen und Stromschnellen zu schützen. Bei Mulango strandete der Dampfer, konnte aber wieder flottgemacht werden. Nachdem er bald darauf aber wieder auf Grund lief, hängte man die Leichter der Constantin de Burlay an das Flussboot Baron Janssen an, das zu gelegener Zeit entgegenkam und seine Route gegen Bezahlung änderte. Am 22. Oktober 1915 passierte man Kabalo, wo der belgische Dampfer Baron Dhanis in Einzelteilen lagerte und darauf wartete, zusammenmontiert zu werden. Am 26. Oktober ging die Reise mit der Eisenbahn weiter bis zum Ende der Strecke bei Lukuga. Dort traf man Tyrer wieder und marschierte zum See weiter, wo man im Lager der Belgier aufgenommen wurde.

## Der Einsatz auf dem Tanganjikasee
Die Mimi und die Toutou blieben zunächst in einem Versteck bei den Bahngleisen, bis ein Hafen für sie gebaut war. Die Belgier hatten zu diesem Zeitpunkt ein Flaggschiff namens Dix Tonne mit zwei Kanonen und ein Motorboot namens Netta im Einsatz sowie ein weiteres Fahrzeug mit Außenbordmotor, das der Kommandant Goor, der die belgische Flotte auf dem Tanganjikasee befehligte, als „la vedette“ bezeichnete. Ferner gehörte die Alexandre Delcommune, die aber von den Deutschen beschossen worden und nicht einsatzfähig war, zum Schiffsbestand der Belgier. Die Deutschen hingegen hatten die beiden Dampfer Hedwig von Wissmann und Kingani sowie einige weitere Boote auf dem See. Diese auszuschalten war der Auftrag der Mimi und der Toutou. Die Kingani wurde am 28. Oktober vor dem Lager gesichtet, es erfolgte jedoch kein Schusswechsel. Anfang Dezember 1915 fuhr der deutsche Kapitän Job Rosenthal mit der Kingani über den See, schwamm ans Ufer und spionierte das Versteck der Mimi und der Toutou aus. Er wurde jedoch gefangen genommen, ehe er zu seinem Schiff zurückkehren und seinen Vorgesetzten Mitteilung machen konnte. Er wurde ins Landesinnere transportiert.

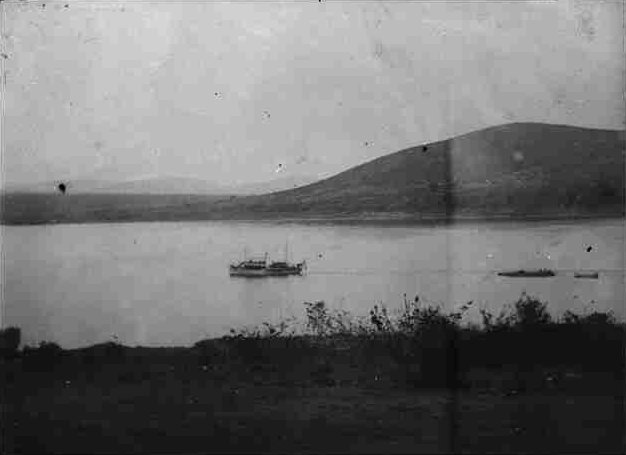
Die Kingani

An den Weihnachtstagen 1915 wurden die Mimi und die Toutou zu Wasser gelassen und in einigen Testfahrten erprobt. Währenddessen schickten die Deutschen den Leutnant zur See Junge mit der Kingani über den See, um nach dem Verbleib Rosenthals zu forschen. Während des Morgengottesdienstes am 26. Dezember 1915 geriet er ins Blickfeld der Briten. Diese nahmen mit Mimi und Toutou die Verfolgung der Kingani auf. Junge, der keine schwenkbare Kanone an Bord hatte, musste manövrieren, um das Feuer auf die Mimi eröffnen zu können. Schließlich durchschlug eine Granate den Schutzschild seiner Bordkanone. Junge und seine beiden Maate wurden tödlich getroffen. Die Kingani erhielt einen weiteren Treffer und wurde dann von der Mimi gerammt, deren Bug dabei erheblichen Schaden nahm. Nun unter dem Kommando Flynns, musste das getroffene und stark nach steuerbord geneigte Boot ans Ufer gesteuert werden. Die toten Deutschen wurden bestattet, die Gefangenen von den Askaris übernommen.
Leutnant Cross reparierte die Kingani und Spicer Simson taufte sie, passend zu seinen beiden anderen Booten, auf den Namen Fifi (Piep-Piep) um. Sie erhielt eine Kanone aus belgischem Besitz, während die Sechspfünder, die bisher auf der Kingani montiert gewesen waren, auf die endlich reparierte und in Vengeur umbenannte Alexandre Delcommune überführt wurden. Das Kommando über die Vengeur erhielt Spicer Simson. Allerdings wurden sowohl die Fifi als auch die Vengeur während eines heftigen Sturmes am 14. Januar 1916 schwer beschädigt. Die Mimi und die Toutou waren nach dem Kampf mit der Kingani noch nicht wieder instand gesetzt worden, und auch die Netta hatte Schäden. Genau zu diesem Zeitpunkt kam die deutsche Hedwig von Wissmann unter Kommandant Job Odebrecht in Sicht, der den Verbleib der Kingani erkunden sollte. Er kehrte ohne Ergebnis zurück und wurde am 8. Februar wieder ausgesandt, um sich auf die Suche zu machen. Am 9. Februar sollte er dann mit der zum Hilfsschiff umgewidmeten deutschen Passagier- und Frachtschiff Goetzen, von der die Engländer und Belgier noch nicht viel ahnten, zusammentreffen. An diesem Morgen gegen 7.45 Uhr sichtete Odebrecht einen Dampfer und ein Motorboot, die ihn verfolgten. Wenig später sah er auch die Dix Tonne und ein weiteres belgisches Boot, die hinterherfuhren. Die Toutou war zu diesem Zeitpunkt nicht einsatzfähig, sie lag nach einem Sturm gesunken im Hafen.

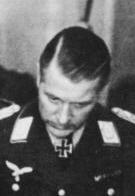
Job Odebrecht im Jahr 1945

Odebrecht behielt seinen Kurs bis gegen 9.30 Uhr bei und wendete dann scharf nach Backbord. Was er mit diesem Manöver bezweckte, ist nicht ganz klar. Möglicherweise wollte er die feindlichen Schiffe in Reichweite der Goetzen locken, vielleicht war er auch durch eine Fata Morgana verwirrt, die sich zu diesem Zeitpunkt über dem See zeigte. Die Fifi, kommandiert von Spicer Simson, versuchte die Hedwig von Wissmann einzuholen, war aber zu langsam und wurde von der Mimi unter Wainwrights Kommando überholt. Wainwright eröffnete aus einer Entfernung von drei Kilometern das Feuer auf die Hedwig von Wissmann. Odebrecht schoss mit Granaten aus seinen Bugkanonen zurück. Die beiden Schiffe umkreisten einander etwa eine halbe Stunde, ohne dass sie einander größere Schäden zufügen konnten. Spicer Simson versuchte, das feindliche Schiff von der Fifi aus zu beschießen, doch sein Zwölfpfünder hatte eine Fehlzündung. Beim zweiten Versuch gelang es ihm aber, die Hedwig von Wissmann mit einer Granate in den Rumpf zu treffen. Gleich darauf traf er auch den Maschinenraum. Odebrecht befahl seiner Mannschaft, das getroffene Schiff zu verlassen, legte mit seinem Maschinisten einen Sprengsatz in der Hedwig von Wissmann und versenkte sie.
Die überlebenden Deutschen wurden von der Fifi und der Mimi an Bord genommen. Damit war die Mission der Mimi und der Toutou eigentlich beendet. Sir Jackson in London kommentierte die Siegesnachricht mit den Worten: „Ich bezweifle, ob je eine taktische Operation von so winzigem Ausmaß eine so große Wirkung auf die Aktivitäten des Feindes gehabt hat.“
Doch am Tag nach der Versenkung der Hedwig von Wissmann war vom belgischen Lager aus die Goetzen zu sehen. Die Mannschaften machten die Mimi und die Fifi kampfbereit, doch Spicer Simson verweigerte den Befehl zum Angriff auf das große Schiff. Auch auf weitere Sichtungen der Goetzen reagierte er nicht anders. Bald darauf verließ er für Monate das Lager. Auch einen telegraphischen Befehl, die Goetzen anzugreifen, verweigerte er. Er kehrte erst am 12. Mai 1916 zum See zurück. Zu diesem Zeitpunkt planten die Briten gerade den Angriff auf Bismarckburg unter Oberstleutnant Murray. Die Mimi, die Toutou, die Fifi und die Vengeur sollten die Aktion vom Wasser aus unterstützen, doch als sie am 5. Juni vor Bismarckburg eintrafen, ließ Spicer Simson nur zwei Granatschüsse auf die Festung abgeben und brachte die Flottille dann nach Kituta. Infolgedessen kam es wohl zu einer erbitterten Auseinandersetzung mit Murray, weil die Deutschen über den See flüchten konnten. Spicer Simson verwehrte auch den Belgiern, die am 11. Juni die Goetzen mit Wasserflugzeugen angegriffen hatten, die Nutzung von Mimi und Toutou sowie ihrer eigenen Flotte. Am 23. August 1916 wurde er für dienstunfähig erklärt und nach London zurückgeschickt.

## Das Ende der Mission
Manche Mitglieder der Tanganjika-Expedition blieben in Afrika, andere reisten über den Luapulafluss ab. Die Mimi und die Toutou wurden der Armee als Transportschiffe überlassen. Dr. Hanschell, durch Granatsplitter verletzt und an Malaria erkrankt, nutzte die Mimi noch einmal, um über den See zu fahren. Er wurde dann nach Nordrhodesien evakuiert und kehrte 1917 nach England zurück.
Die britische Regierung stellte den Verlauf des Krieges am Tanganjikasee unter besonderer Erwähnung der Mission der Mimi und Toutou in der London Gazette vom 13. Juli 1917 dar.
Während bekannt ist, dass die Fifi 1924, nicht mehr seetüchtig, im Tanganjikasee versenkt wurde, verliert sich die Spur der beiden Schnellboote weitgehend. Vom Verbleib der Mimi scheint niemand etwas zu wissen. Der Hafenverwalter von Kigoma, Musa Hathemani, berichtete im Jahr 2003 Giles Foden, das Wrack der Toutou liege vor Kabalangabo. Foden unternahm Tauchversuche an der ihm bezeichneten Stelle, die etwa sieben Meter vom Ufer entfernt war, konnte jedoch nichts finden. Laut Aussage von Dorfbewohnern war dort aber noch wenige Jahre vor Fodens Besuch ein Wrack zu erkennen, das tatsächlich aus dem Ersten Weltkrieg stammte.
Die Geschichte der Expedition mit Mimi und Toutou wurde mehrfach literarisch verwertet, beispielsweise von Alex Capus in seinem Roman Eine Frage der Zeit.